# Рік (ураган, 2009)
Ураган «Рік» (англ. Hurricane Rick) — третій за силою зареєстрований ураган в Східній частині тихого океану та другий за силою тропічний циклон у світі у 2009 році, лише після тайфуну "Ніда".
Після підтримки інтенсивності протягом кількох годин Рік почав слабшати у відповідь на посилення зсуву вітру. До 19 жовтня шторм був понижений до урагану 3 категорії, а наступного дня - до тропічного. Довгоочікуваний поворот на північний схід відбувся близько кінця цієї фази, що також супроводжувалося коротким зменшенням руху вперед. 21 жовтня Рік швидко рушив на північний схід, обминаючи Нижню Каліфорнію перш ніж здійснити сушу біля Мазатлану з вітром 60 миль/год (97 км/год; 52 кн). Кілька годин після переміщення вглиб країни було опубліковано останні рекомендації від NHC, коли шторм ослаб до тропічної депресії і розсіявся.
До настання суші Національний центр ураганів (NHC) спочатку прогнозував, що Рік вийде на сушу в південній частині штату Нижня Каліфорнія як ураган 2-ї категорії. Чиновники наказали кільком сотням жителів евакуюватися з низинних районів, хоча попередження про урагани замінили після послаблення шторму. В цілому збиток від Ріка був значно меншим, ніж спочатку передбачалося. У Мексиці в результаті шторму загинуло троє людей, одна в Оахаці та двоє в штаті Південна Каліфорнія.

## Метеорологічна історія

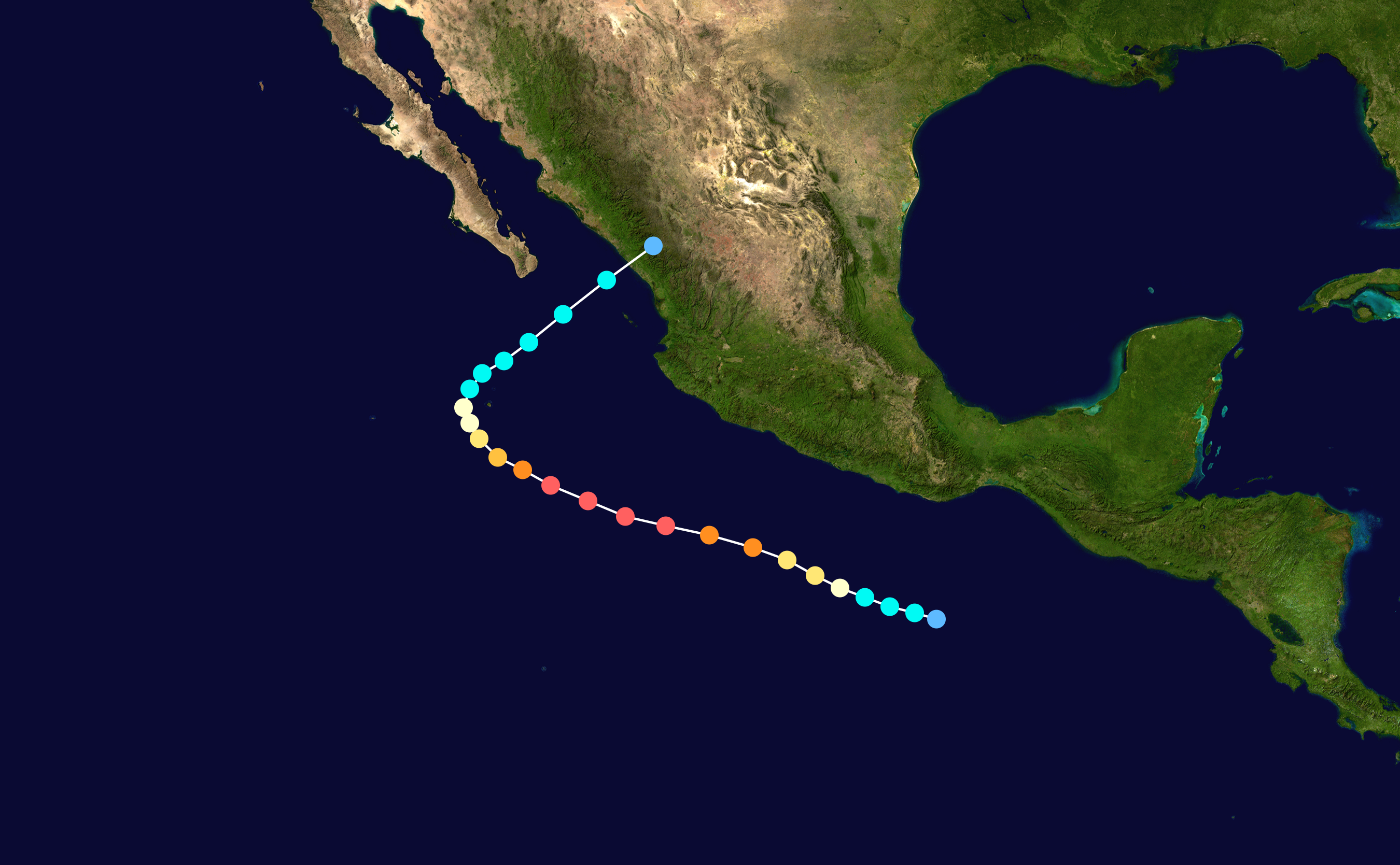
Карта шляху і інтенсивності Урагану Рік за шкалою Саффіра-Сімпсона

Ураган «Рік» походить від сильної тропічної хвилі, яка перемістилася з західного узбережжя Африки 3 жовтня 2009 р. Конвективна діяльність спочатку була малою, оскільки система переміщалась на захід через  Атлантичний океан. До 8 жовтня зона конвекції збільшилася. Зрештою мінімум перемістився над Південною Америкою і розсіявся 11 жовтня. Однак хвиля залишилася чітко визначеною і продовжилася на захід, увійшовши до Тихого океану 12 жовтня. До ранку 15 жовтня хвиля почала відновлювати конвекцію і врешті-решт породив нову область низького тиску приблизно на 764 милі (764 км; 413 нмі) на південь-південний захід від Пуерто-Анхель, Мексика. До обіду NHC повідомила, що система стала все більш організованою і, ймовірно, пізніше цього дня переросте в тропічну депресію. Близько 11:00 ранку за тихоокеанським часом (1800  UTC ), NHC оголосила, що мінімум переріс в тропічну депресію, 20 -ту в сезоні ураганів 2009 року в Тихому океані. Буря характеризується добре розвиненим відтоком у всіх напрямках. Умови навколишнього середовища, що складаються з низького зсуву вітру, високого вмісту вологи та вище середньої температури поверхні моря на шляху до системи, були виключно сприятливими для швидкого розвитку. Крім того, шторм керувався цим регіоном хребтом низького та середнього рівня над Мексикою.
Через шість годин після того, як її оголосили депресією, система швидко перетворилася на тропічну бурю, і тоді їй дали ім’я Рік. Глибока конвекція, рання ознака утворення ока, почала обертатися навколо центру системи. 16 жовтня почало розвиватися око, а через кілька годин Рік посилився в ураган 1 категорії з вітрами 120 миль/год (75 миль/год). Швидка інтенсифікація підживлювалася водами 30 °C (86 °F), що на кілька градусів вище середнього. До вечора 16 жовтня на  супутникових знімках було зображено чітко виражене око; однак ця функція відсутня на інфрачервоних зображеннях. Незважаючи на це, NHC посилила циклон до урагану 2 категорії, вітри якого зараз досягають 100 миль/год (160 км/год). Рано наступного ранку шторм посилився у великий ураган - шторм, який належить до категорії 3 або вище за шкалою ураганів Саффіра-Сімпсона . Око було добре видно на супутникових знімках, і його оточувала глибока, дуже холодна конвекція, що означало потужний циклон. Менш ніж за 40 хвилин після цього оновлення NHC видало спеціальну вказівку про те, що Рік ще більше зміцнився в ураган 4 категорії.

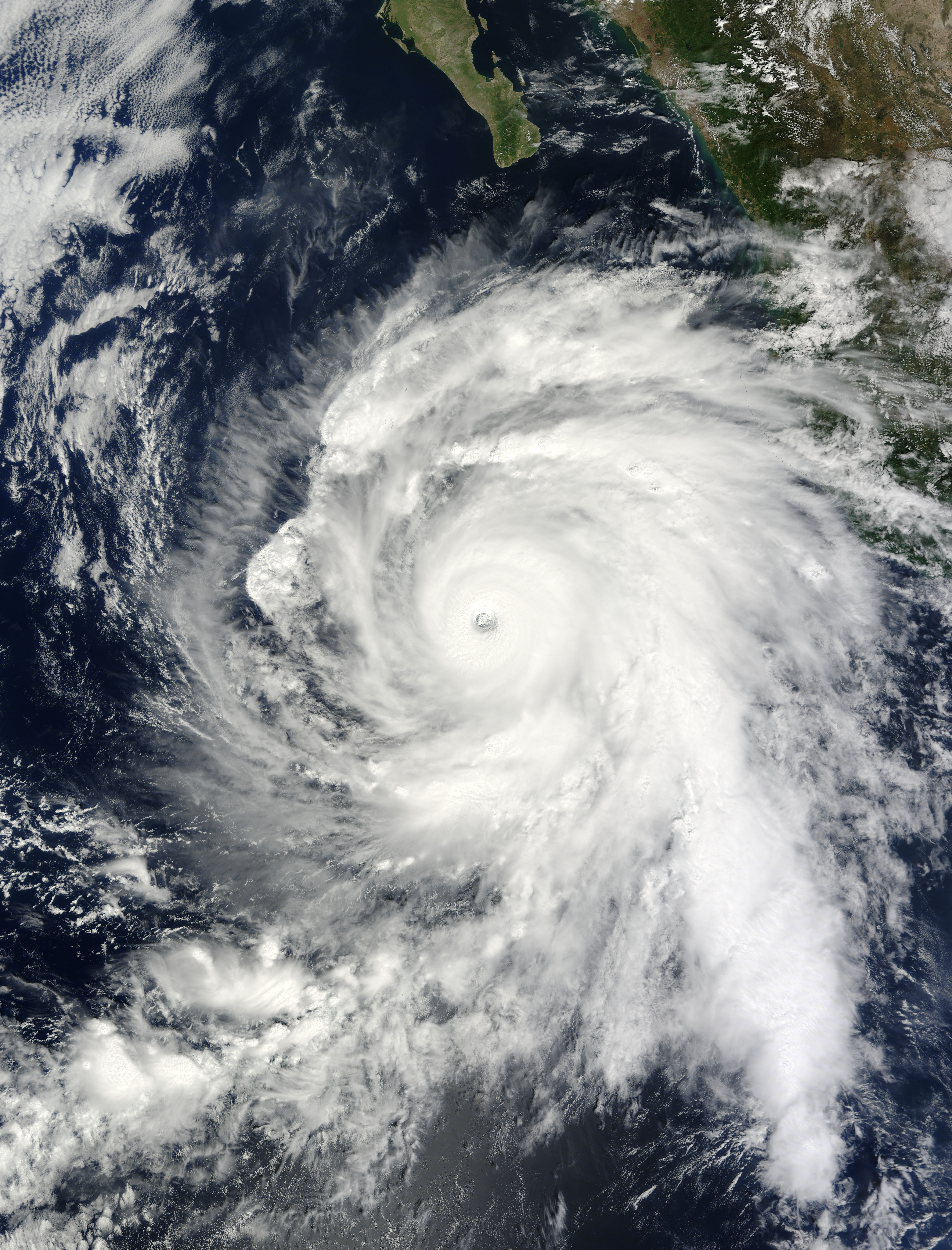
Ураган "Рік" після пікової інтенсивності, 18 жовтня

Продовжуючи набирати силу, Рік досяг вітру 145 миль в годину (235 км/ч) через кілька годин 17 жовтня. Око бурі стало дуже чітким і майже без хмар, діаметром приблизно 11,5 миль (18,5 км; 10,0 нмі) в діаметрі. Крім швидкої інтенсифікації, Рік також збільшувався в розмірах. У другій половині дня тропічні штормові вітри поширювалися на відстань до 249 км (249 км; 135 нм) від центру шторму, з максимальним діаметром шторму 300 миль (483 км; 261 нм). О 3:10 вечора за тихоокеанським часом (2210 UTC), NHC опублікувала свою другу спеціальну рекомендацію для Ріка, цього разу заявивши, що шторм став ураганом 5 категорії, першим у басейні з часів урагану "Кенна" у 2002 році. Близько 20:00 за тихоокеанським часом (03:00 UTC 18 жовтня) Рік досяг своєї пікової інтенсивності як третій за силою тихоокеанського урагану за всю історію. Максимально стійкі вітри в очній стінці досягали, за оцінками, 180 миль/год (290 км/год), а барометричний тиск , за оцінками, досяг дна 906  мбар (906,00  гПа ; 26,75  дюйма рт . Ст. ). Тиск безпосередньо виміряли мисливці за ураганами, тому що в той час буря була занадто далеко від суші. Ліксіон Авіла, старший спеціаліст із ураганів з NHC, назвав супутникову презентацію Ріка в цей час як "вражаючу". 
Рік підтримував свою пікову інтенсивність протягом приблизно двох годин між 19:00 і 21:00 за тихоокеанським часом (0200 та 0400 UTC) 17 жовтня, перш ніж він почав слабшати у відповідь на цикл заміни стін окк та посилення зсуву вітру. Протягом усього дня глибока конвекція навколо ока трохи нагрівалася, а поєднання сухого повітря та зсуву вітру стримувало масштаби витікання штормів на захід. Поєднання цих факторів спричинило стійке ослаблення. Пізніше того дня Рік почав повертати на північний захід, коли субтропічний хребет на північ від системи почав слабшати. На початку 19 жовтня Рік послабшав до урагану 3 категорії, коли почав наближення до південного краю півострова Нижня Каліфорнія. Зсув вітру та сухе повітря швидко потрапили в середину системи, а око зникло із супутникових знімків пізніше того ранку.
Увечері 19 жовтня центр Ріка позбавився конвективної діяльності, внаслідок чого NHC знизив його рейтинг до тропічної бурі. За словами метеорологів NHC, послаблення було "... майже так само швидко, як і посилення кілька днів тому". Перша розвідувальна місія «Мисливці за ураганами» під час шторму відбулася вдень 20 жовтня. Під час місії стійкий вітер швидкістю 105 км/год (56 вузлів) і поверхневий тиск 990 мбар (990,00 гПа); 29,23 дюйма рт. Ст.).Через кілька годин після цього конвекція швидко збільшилася, і на північний схід від центру циркуляції розвивалася велика площа глибокої конвекції; проте це не було пов'язано з інтенсифікацією.  Близько 7:00 ранку за тихоокеанським часом (1400 UTC) 21 жовтня тропічний шторм Рік здійснив вихід  біля Мазатлану з вітром 95 миль/год (95 км/год). Після суші шторм швидко ослаб до тропічної депресії і приблизно через сім годин після переміщення углиб країни поверхнева циркуляція Ріка розсіялася над високою місцевістю Мексики.

## Підготовка

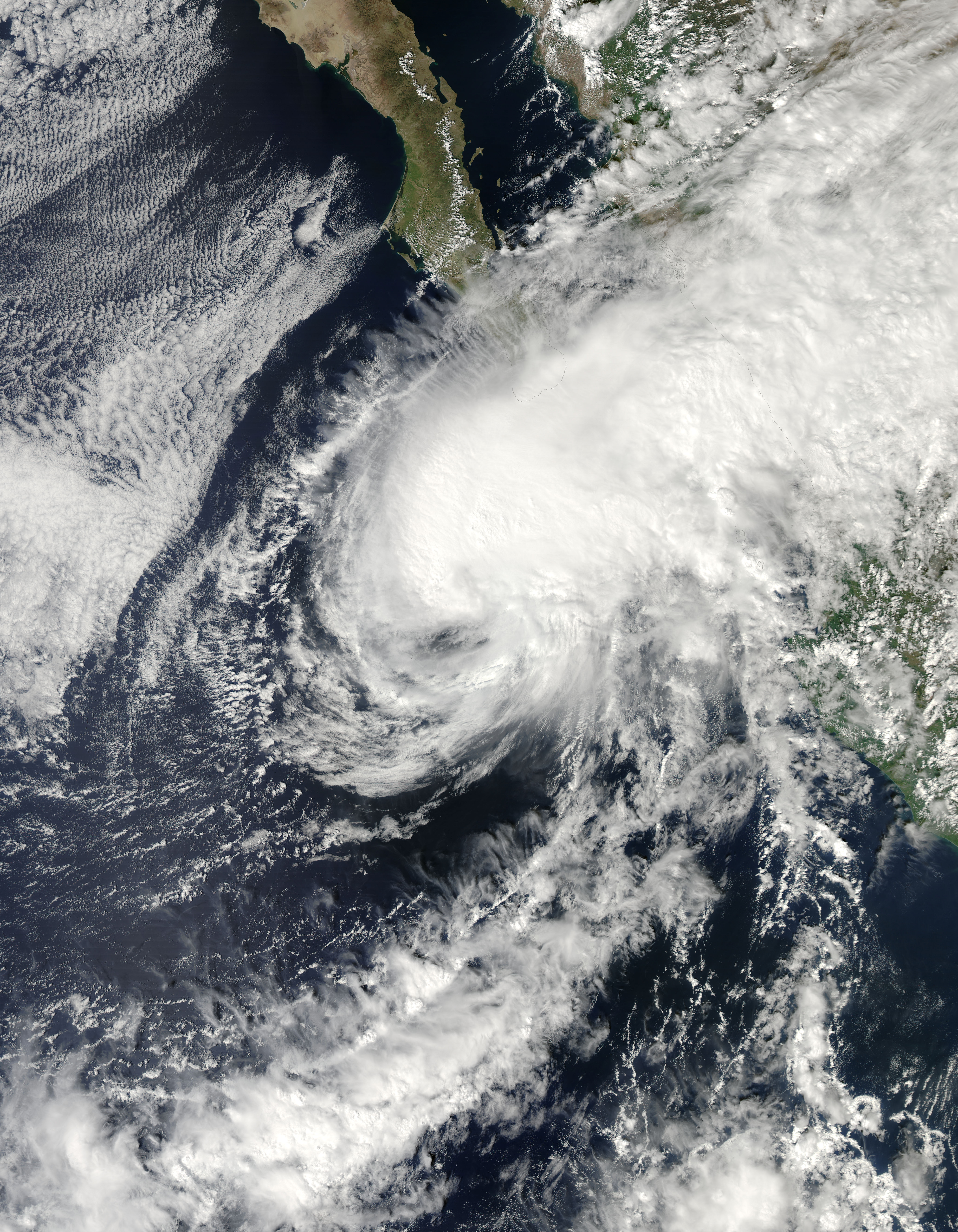
Tropical Storm Rick approaching Mexico on October 20

Чиновники в Оахаці закрили пляжі і попередили людей не наближатися до води. Мешканців поінформували про потенційно сильні опади. Уздовж прибережних районів Мексики, зокрема навколо Акапулько , чиновники закрили порти для невеликих суден через шторм. Мешканців по всьому місту також попередили про можливість зсувів ґрунту від сильних дощів, пов’язаних із зовнішніми смугами циклону.  Після посилення Ріком урагану 4 категорії, чиновники в Мексиці підвищили рівень тривоги в Герреро, Халіско та Мічоакані до серйозного. В Сонорі, місцева влада поставила 14 муніципалітетів під синю тривогу, фазу перед ураганом; 18 жовтня попередження було оновлено до жовтого попередження для муніципалітетів Аламос, Беніто Хуарес, Навохоа, Етчохоа та Хуатабампо.
На початку 19 жовтня уряд Мексики випустив попередження про ураган для районів нижньої Каліфорнії між Санта -Фе та Сан -Еварісто. Після видачі попередження влада регіону почала планувати відкриття притулків та почати евакуацію жителів з низинних. Пізніше того дня було замінено попередженням про тропічний шторм, коли Рік ослаб до тропічної бурі. До 20 жовтня для континентальної Мексики було випущено нове попередження для районів між Ель -Робліто та Альтатою. Незабаром після цього чиновники відкрили в регіоні дев’ять притулків; проте школи залишалися відкритими до подальшого повідомлення. Пізніше цього дня попередження про тропічні шторми для штату Нижня Каліфорнія було припинено. Пізніше це попередження було припинено 21 жовтня, коли Рік розсіявся над горами Мексики. Кілька круїзів постраждали від шторму по всій південній частині нижньої Каліфорнії. Sapphire Princess перенесло свій курс, залишаючись поруч з Сан-Франциско, штат Каліфорнія , в протягом декількох додаткових днів замість подорожі на південь. Норвезька зірка пропустила заплановану подорож в Кабо-Сан -Лукас і залишилася в морі до проходу Ріка.

## Наслідки

### Мексика

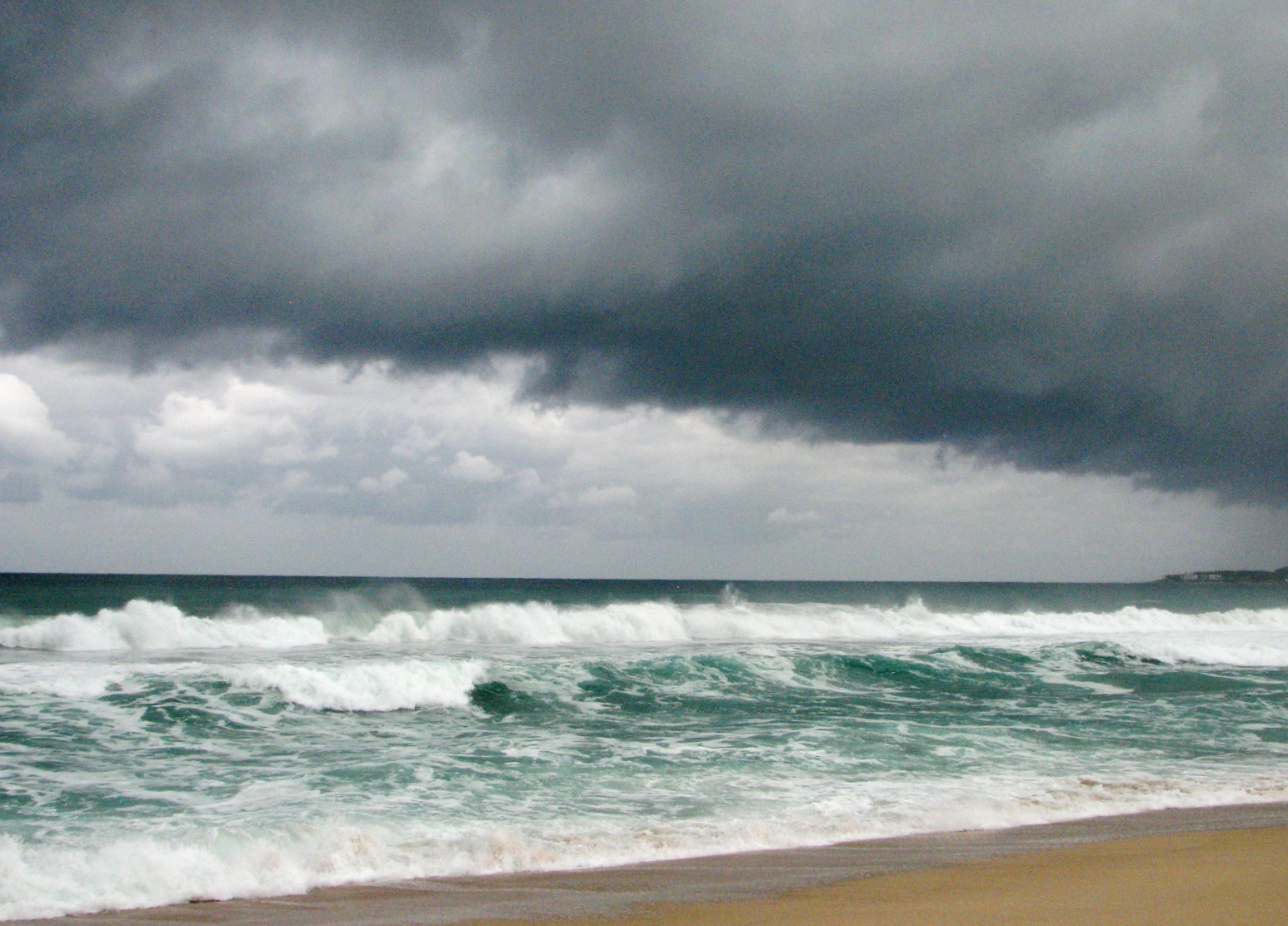
Хмарне небо та посилення хвилі від урагану

Школи по всій південній частині Синалоа були закриті на два дні, починаючи з 21 жовтня через прихід тропічного шторму. Мешканців у низинних районах закликали до евакуації через затоплення і очікувані дощі від 3 до 6 дюймів (від 76 до 152 мм). Хоча в декількох сотнях миль від суші, пориви вітру до 65 км/год відчувалися вздовж прибережних районів у Мазатлані. Біля узбережжя Оахаки великі хвилі перекинули човен, у якому перебувало троє людей. Двох пасажирів вдалося врятувати; однак третього знайшли мертвим. Великі хвилі  вбили одну людину вздовж південного краю Нижньої Каліфорнії. У цьому ж регіоні стався ще один смертельний випадок. Приблизно 320 людей поблизу Кабо-Сан-Лукас були евакуйовані через загрозу повені. Повідомлення поблизу міста також вказують на те, що внаслідок злив, спричинених дощами, відбулися структурні пошкодження та значні проблеми руху.
У Мазатлані, неподалік від місця, де Рік зійшов на сушу, сильний вітер валив дерева та знаки, залишивши численних жителів без електроенергії. Під час шторму також повідомлялося про сильний дощ. По всій Мексиці збиток від Ріка склав 192 млн. Песо (14,6 млн. Доларів США ).  29 грудня уряд Мексики виділив 381 мільйон песо (29,6 мільйона доларів США) на допомогу у відновленні ураганів "Хімена" і "Рік". 

### США
Хоча це вже не тропічний циклон, залишок вологи з Ріка посилив сильний холодний фронт над Великими рівнинами США. Сильні грози пройшли над частинами південних штатів, принаймні три торнадо торкнулися Луїзіани. Далі на північ пройшли рясні опади на північний схід та в частину півдня Канади. У штаті Луїзіана система штормів породила сім торнадо, два з яких були оцінені як EF-1. Одне з цих торнадо пошкодило понад 10 конструкцій, зруйнувало зернозбірник, перевернуло причіп трактора та залишило численних мешканців без електроенергії. В цілому торнадо завдали майже 1 мільйона доларів збитків і поранили одну людину.
У Техасі залишки Ріка викликали рясні дощі, досягнувши максимуму в 237 мм на зосередженій території. Метеорологи не очікували серйозності опадів у цій області. Одна людина загинула після того, як занесло на її джипі на затопленій дорозі,  також було затоплено кілька будинків, і приблизно 300 будинків залишилися без електроенергії. Після повені численні дороги були закриті, а деякі школи відклали заняття. По всьому штату збиток від повені склав 690 000 доларів США, більшість з яких припадає на округ Травіс. Сильні опади в Луїзіані сприяли масовим повеням, що призвело до закриття кількох великих автомагістралей.  BUnion Parish , кількість опадів понад 150 мм призвела до повені, яка затопила кілька будинків та місцеву школу, завдавши збитків на суму понад 100 000 доларів США. 